# Baia della Penžina
La baia della Penžina (in russo Пе́нжинская губа́, Penžinskaja guba?) è una insenatura della costa pacifica della Russia. Si trova nell'oblast' di Magadan, nel Circondario federale dell'Estremo Oriente.
Compresa fra la penisola della Kamčatka e la penisola di Tajgonos che la separa dalla baia della Gižiga, costituisce una parte del più ampio golfo di Šelichov, a sua volta insenatura del mare di Ochotsk; ha una lunghezza di circa 300 km, una larghezza media di 65 km e una profondità massima di 62 m. Sono notevoli le maree, che raggiungono un'altezza superiore ai 12 metri. Nella baia ci sono varie piccole isole, la maggiore è l'isola Tretij, situata a sud-ovest della penisola Elistratova, che si trova al centro della baia.
La baia prende il nome dall'importante fiume omonimo; un altro fiume di rilievo che ha la sua foce nella baia è la Talovka.